# 폴란드어 위키백과
폴란드어 위키백과(폴란드어: Wikipedia polskojęzyczna)는 폴란드어판 위키백과이다. 2001년 9월 26일에 시작되었다. 2017년 1월 8일 기준 1,201,679개의 문서가 수록되어 있다. 기호는 pl이다. 공용어로 쓰이는 나라가 한 개 뿐인 언어로 된 위키백과 중 가장 크다.
폴란드어 위키백과는 본래 별도로 wiki.rozeta.com.pl 도메인에서 독자적으로 운영되는 프로젝트였으나 2002년 1월 12일 http://pl.wikipedia.com, 다시 11월 22일 https://pl.wikipedia.org로 도메인 이름을 바꾸고 위키미디어 재단 프로젝트의 일원이 되었다.

## 폴란드어 위키백과 DVD
폴란드어 위키백과 DVD는 2005년 8월, 잡지 "Enter"의 특집판으로 만들어졌다. 그러나 이 DVD는 위키미디어 재단과 사전 협의없이 독자적으로 제작하였으며, GNU GPL을 어긴 것으로 밝혀졌다.
이후 위키미디어 재단 폴란드 지부 (Wikimedia Polska)와 헬리온 출판사가 공동으로 새로운 폴란드어 위키백과 DVD 제작을 시도하였다. 2006년 6월 4일까지의 문서를 기준으로 하였으며, 2006년 11월 24일 제작을 완료하고 2007년 7월 공개하였다. 

## 같이 보기
- 헨리크 바투타 사건 - 폴란드어 위키백과에서 일어난 인터넷 낚시 사건